# Sant Gervasi d'Olhèrgas
Saint-Gervais-sous-Meymont és un municipi francès situat al departament del Puèi Domat i a la regió d'Alvèrnia-Roine-Alps. L'any 2007 tenia 251 habitants.

## Demografia

### Població
El 2007 la població de fet de Saint-Gervais-sous-Meymont era de 251 persones. Hi havia 116 famílies de les quals 48 eren unipersonals (16 homes vivint sols i 32 dones vivint soles), 36 parelles sense fills i 32 parelles amb fills.
La població ha evolucionat segons el següent gràfic:
Habitants censats

### Habitatges
El 2007 hi havia 239 habitatges, 118 eren l'habitatge principal de la família, 83 eren segones residències i 38 estaven desocupats. 223 eren cases i 14 eren apartaments. Dels 118 habitatges principals, 95 estaven ocupats pels seus propietaris, 18 estaven llogats i ocupats pels llogaters i 5 estaven cedits a títol gratuït; 9 tenien dues cambres, 30 en tenien tres, 29 en tenien quatre i 51 en tenien cinc o més. 81 habitatges disposaven pel capbaix d'una plaça de pàrquing. A 34 habitatges hi havia un automòbil i a 48 n'hi havia dos o més.

### Piràmide de població
La piràmide de població per edats i sexe el 2009 era:
| Homes | Edats   | Dones |
| ----- | ------- | ----- |
| 0     | 95 o +  | 0     |
| 4     | 90 a 94 | 0     |
| 4     | 85 a 89 | 16    |
| 0     | 80 a 84 | 8     |
| 0     | 75 a 79 | 4     |
| 8     | 70 a 74 | 12    |
| 12    | 65 a 69 | 8     |
| 12    | 60 a 64 | 20    |
| 4     | 55 a 59 | 4     |
| 12    | 50 a 54 | 8     |
| 12    | 45 a 49 | 4     |
| 0     | 40 a 44 | 4     |
| 8     | 35 a 39 | 8     |
| 4     | 30 a 34 | 0     |
| 4     | 25 a 29 | 4     |
| 8     | 20 a 24 | 0     |
| 4     | 15 a 19 | 4     |
| 4     | 10 a 14 | 4     |
| 8     | 5 a 9   | 0     |
| 0     | 0 a 4   | 0     |

## Economia
El 2007 la població en edat de treballar era de 151 persones, 102 eren actives i 49 eren inactives. De les 102 persones actives 88 estaven ocupades (53 homes i 35 dones) i 14 estaven aturades (7 homes i 7 dones). De les 49 persones inactives 11 estaven jubilades, 12 estaven estudiant i 26 estaven classificades com a «altres inactius».

### Ingressos
El 2009 a Saint-Gervais-sous-Meymont hi havia 126 unitats fiscals que integraven 282,5 persones, la mediana anual d'ingressos fiscals per persona era de 13.830 €.

### Activitats econòmiques
Dels 15 establiments que hi havia el 2007, 3 eren d'empreses extractives, 4 d'empreses de construcció, 2 d'empreses de comerç i reparació d'automòbils, 1 d'una empresa d'hostatgeria i restauració, 1 d'una empresa d'informació i comunicació, 1 d'una empresa immobiliària, 1 d'una empresa de serveis, 1 d'una entitat de l'administració pública i 1 d'una empresa classificada com a «altres activitats de serveis».
Dels 4 establiments de servei als particulars que hi havia el 2009, 1 era un guixaire pintor, 2 fusteries i 1 lampisteria.
L'any 2000 a Saint-Gervais-sous-Meymont hi havia 9 explotacions agrícoles que ocupaven un total de 222 hectàrees.

## Poblacions més properes
El següent diagrama mostra les poblacions més properes.